# Gemeindeschreiber

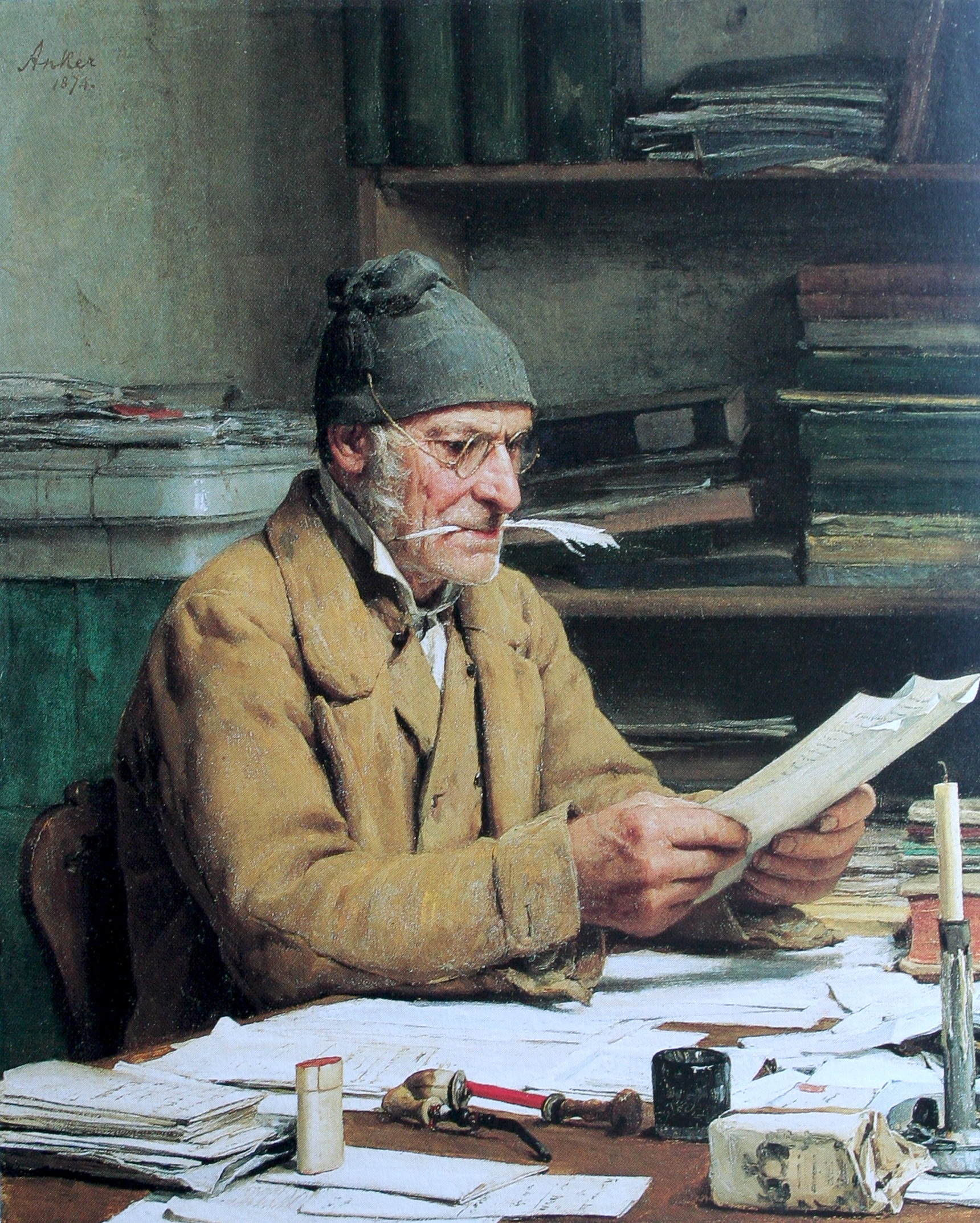
Der Gemeindeschreiber, Gemälde von Albert Anker (1874)

Der Gemeindeschreiber ist in einer politischen Gemeinde in der Schweiz der Leiter der Verwaltung und jener kaufmännische Mitarbeiter, der die administrative Hauptverantwortung trägt. Je nach Grösse und Organisation der Gemeinde beinhaltet der Beruf des «Schreibers» die ganze Bandbreite vom Sachbearbeiter bis zum Verwaltungsdirektor. Während den Sitzungen des Gemeinderates sowie den Gemeindeversammlungen führt er Protokoll.